# Metalloleptura ohbayashii
Metalloleptura ohbayashii là một loài bọ cánh cứng trong họ Cerambycidae.